# یوزو شیمونویچ
یوزو شیمونویچ (کرواتی: Jozo Šimunović؛ زادهٔ ۴ اوت ۱۹۹۴) بازیکن فوتبال اهل کرواسی است.
از باشگاه‌هایی که در آن بازی کرده‌است می‌توان به دینامو زاگرب و سلتیک اشاره کرد.